# Potentilla carduchorum
Potentilla carduchorum är en rosväxtart som beskrevs av J. Soják. Potentilla carduchorum ingår i Fingerörtssläktet som ingår i familjen rosväxter. Inga underarter finns listade i Catalogue of Life.